# Somatogyrus umbilicatus
Somatogyrus umbilicatus är en snäckart som beskrevs av Walker. Somatogyrus umbilicatus ingår i släktet Somatogyrus och familjen tusensnäckor. Inga underarter finns listade i Catalogue of Life.